# Apple AudioVision 14 Display
Het Apple AudioVision 14 Display is een Trinitron-beeldscherm met een diameter van 36 cm (14-inch) dat ontworpen, gefabriceerd en verkocht werd door Apple Computer van augustus 1993 tot oktober 1995. Het is het enige beeldscherm van Apple dat de HDI-45-connector gebruikt die ook terug te vinden is op de eerste generatie Power Macintosh.
Het beeldscherm heeft een vaste resolutie van 640×480 pixels met een vernieuwingsfrequentie van 66,7 Hz. De HDI-45-connector, door Apple ook de Integrated Desktop Connector genoemd, kan tezelfdertijd meerdere signalen overbrengen via één kabel: een RGB-videosignaal naar het scherm, video-opname-invoer van een S-Video-bron, audio-invoer, audio-uitvoer en ADB-signalen.
Aan de bovenkant van de monitor is een microfoon ingebouwd, bedoeld voor gesproken annotatie in programma's als Microsoft Word. Onderaan het scherm bevinden zich twee stereoluidsprekers. Deze luidsprekers worden vergezeld door een actieve equalizer en zijn gekanteld voor het luistercomfort van een gebruiker die voor de computer zit. Tussen de twee luidsprekers bevindt zich een reeks bedieningselementen voor de helderheid, het contrast, het volume, het dempen van de luidspreker en het in- en uitschakelen van de microfoon. De monitor staat op een draaibare voet en voldoet aan de Energy Star-normen.
De monitor werd geleverd met een stuurprogramma waarmee de instellingen van het scherm konden worden gewijzigd via het regelpaneel van de geluidsinstellingen in Mac OS in plaats van met de fysieke knoppen op de monitor. Deze instellingen worden via ADB van en naar de microcontroller van de monitor verzonden.
De Power Macintosh 6100, 7100 en 8100 en hun tegenhangers uit de Performa- en Workgroup Server-reeksen hebben allemaal de speciale ingebouwde HDI-45-poort. Voor andere modellen werd het beeldscherm geleverd met een splitteradapter om audio, video en ADB afzonderlijk aan te sluiten op de computer.